# 北郷忠能
北郷 忠能（ほんごう ただよし）は、安土桃山時代から江戸時代初期にかけての武将。北郷氏12代当主。11代当主・北郷忠虎の子。

## 生涯
文禄4年（1595年）、父・忠虎が朝鮮出兵で客死したため5歳で家督を相続したが、幼児のため、政務は祖父の時久が、軍務は叔父の三久が後見した。翌文禄5年（1596年）には時久が死去し、三久も朝鮮に駐屯中のため、実務は家老の小杉重頼に委ねられていた。
慶長4年（1599年）に庄内の乱が起こったが、乱の当事者・伊集院氏は北郷氏の故地である都城を豊臣秀吉の肝煎りで横領したと思われており、故郷を回復せんとするこのときの北郷氏家中の活躍はめざましかったという。乱が島津宗家側の勝利に終わったことにより北郷氏は故地・都城を回復することに成功した。もっともこの時幼少だった忠能は実際の軍務に携わることは全く無く、陣頭に立ったのは叔父の三久であった。
慶長10年（1605年）には家老の北郷久陸を追放するなど家中への統制策を強める。このころから独り立ちして北郷家の当主としての実務も見るようになったと思われるが、朝鮮出兵・庄内の乱で実際に活躍した三久を当主とすべきという勢力と対立し、家中が紛糾し出すようになる。結局、島津宗家の介入により、三久が別家として独立することで解決を見たが、この頃からたびたび家中に介入する島津宗家との確執が始まる。
慶長12年（1607年）に島津氏最有力の分家で佐土原藩主となっていた島津以久の娘と結婚。慶長17年（1612年）には江戸に向かい、島津宗家を介することなく将軍徳川秀忠に直に対面、馬を拝領されている。
島津家久とはきわめて不仲であり、家久から「家臣を大事にしない当主は上に立つ資格がない」という内容の詰問状を送られているが、家久自身が家臣の粛清をたびたび行っており、説得力はなかったようである。
寛永8年（1631年）病死。享年42。
忠能の死後、北郷氏は早世する当主が相次ぎ、家久の三男である久直が婿として家督を継ぐなど、次第に島津宗家に圧迫されるようになっていく。

## 逸話
忠能は弓の達人として知られており、慶長13年（1608年）10月には方広寺大仏殿（京の大仏）の前で通し矢を演じて賞賛され、現在都城が和弓の名産地となる基礎を築いたとされる。
頓知の名手である徳田大兵衛は、忠能に正月の挨拶に行った際に雑煮を詰まらせて死んだとされるが、年代にずれがあるようである。